# Parvajärvi och Pieni Parvajärvi
Parvajärvi och Pieni Parvajärvi är en sjö i kommunen Nurmes i landskapet Norra Karelen i Finland. Sjön ligger 208,3 meter över havet. Den är 14,3 meter djup. Arean är 86 hektar och strandlinjen är 9,18 kilometer lång. Sjön  ingår i Vuoksens huvudavrinningsområde.   Den ligger omkring 140 kilometer norr om Joensuu och omkring 470 kilometer nordöst om Helsingfors. 